# Cubocephalus lacteator
Cubocephalus lacteator är en stekelart som först beskrevs av Johann Ludwig Christian Gravenhorst 1829.  Cubocephalus lacteator ingår i släktet Cubocephalus och familjen brokparasitsteklar. Utöver nominatformen finns också underarten C. l. fumatus.